# Seixo (monte)
El monte del Seixo es un pico de 1707 metros de altitud situado en el ayuntamiento de Chandreja de Queija (Galicia, España). Punto de intersección entre los Montes del Invernadeiro y la Sierra del Fial de las Corzas.
Parte de su ala sur está integrada en el parque natural de los Montes del Invernadeiro, declarado como tal en 1995 y de acceso restringido. Como parte del Macizo Central orensano, queda todo él integrado en el lugar de interés comunitario propuesto para la Red Natura 2000. La parte más alta está fuera del parque natural, no así del LIC. 
Rico en cuarcitas (composición que probablemente es lo que le de su nombre), preside el valle del río Ribeira Grande que discurre atravesando el circo glaciar de Guasenza o Figueiro. Aun quedan restos de pastizales naturales subalpinos y se pueden encontrar nardos y narcisos. En sus zonas bajas cara el sur existe uno de los bosques más antiguos de Galicia con serbales, sauces, abedules, acebos, robles y otras especies. Hay comunidades faunísticas bien estructuradas propias del área eurosiberiana desde el lobo al águila real pasando por la pardela, los corzos y los reintroducidos ciervos. Los inviernos son muy fríos y la nieve permanece en su cumbre hasta bien entrado el mes de mayo.
Existe una ruta a pie que va desde este pico hasta Cabeza Grande de Manzaneda.
- Datos: Q12393504